# Токтаров, Абдулла
Абдулла Токтаров — участник Крестьянской войны 1773—1775 г. в чине полковника.

## Биография
Абдулла Токтаров родился в семье ясачных татар Осинской дороги.
Работал волостным старшиной. С ноября 1773 по март 1774 года находился в Чесноковском повстанческом центре.
Отряд Токтарова принимал участие в боях под Нагайбакской крепостью, в апреле присоединился к войску Салавата Юлаева.
С войсками Бахтияра Канкаева действовал в районе Бирска. В июне вёл бои против правительств. войск под командованием А. Я. Якубовича в районе сел Калинники, Дуванеи и д. Сатаниха Казанской дороги, препятствуя продвижению регулярных войск к Уфе.
Обеспечивал Салавата Юлаева сведениями о продвижении правительственных войск и отрядов верных правительству старшин, в сентябре вместе с ним участвовал в сражениях против правительственных войск под командованием И. К. Рылеева.
В октябре 1774 года попал в плен и был доставлен в Уфимскую провинциальную канцелярию. В июне 1775 года отправлен на пожизненную «казённую работу» в Оренбург.
Дальнейшая судьба А. Токтарова неизвестна.